# Brachytheciastrum velutinum
Brachytheciastrum velutinum là một loài Rêu trong họ Brachytheciaceae. Loài này được (Hedw.) Ignatov & Huttunen mô tả khoa học đầu tiên năm 2002.

## Hình ảnh

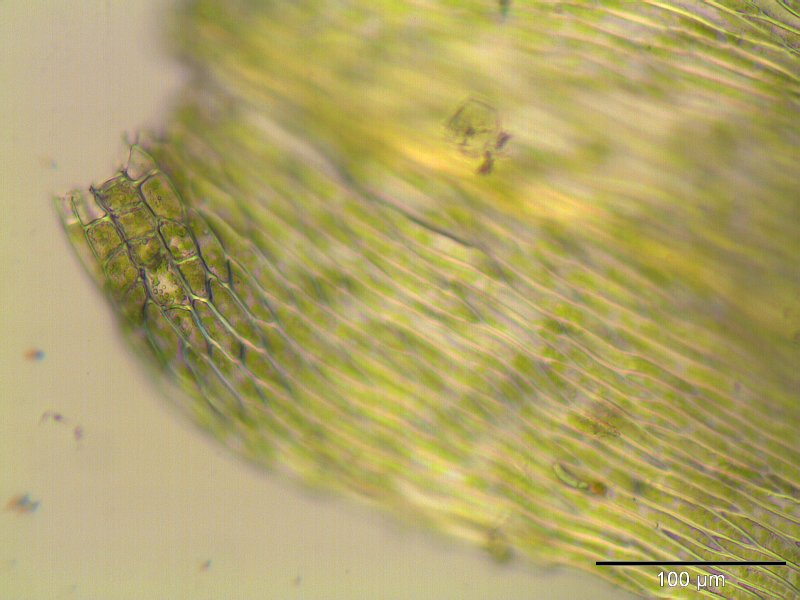
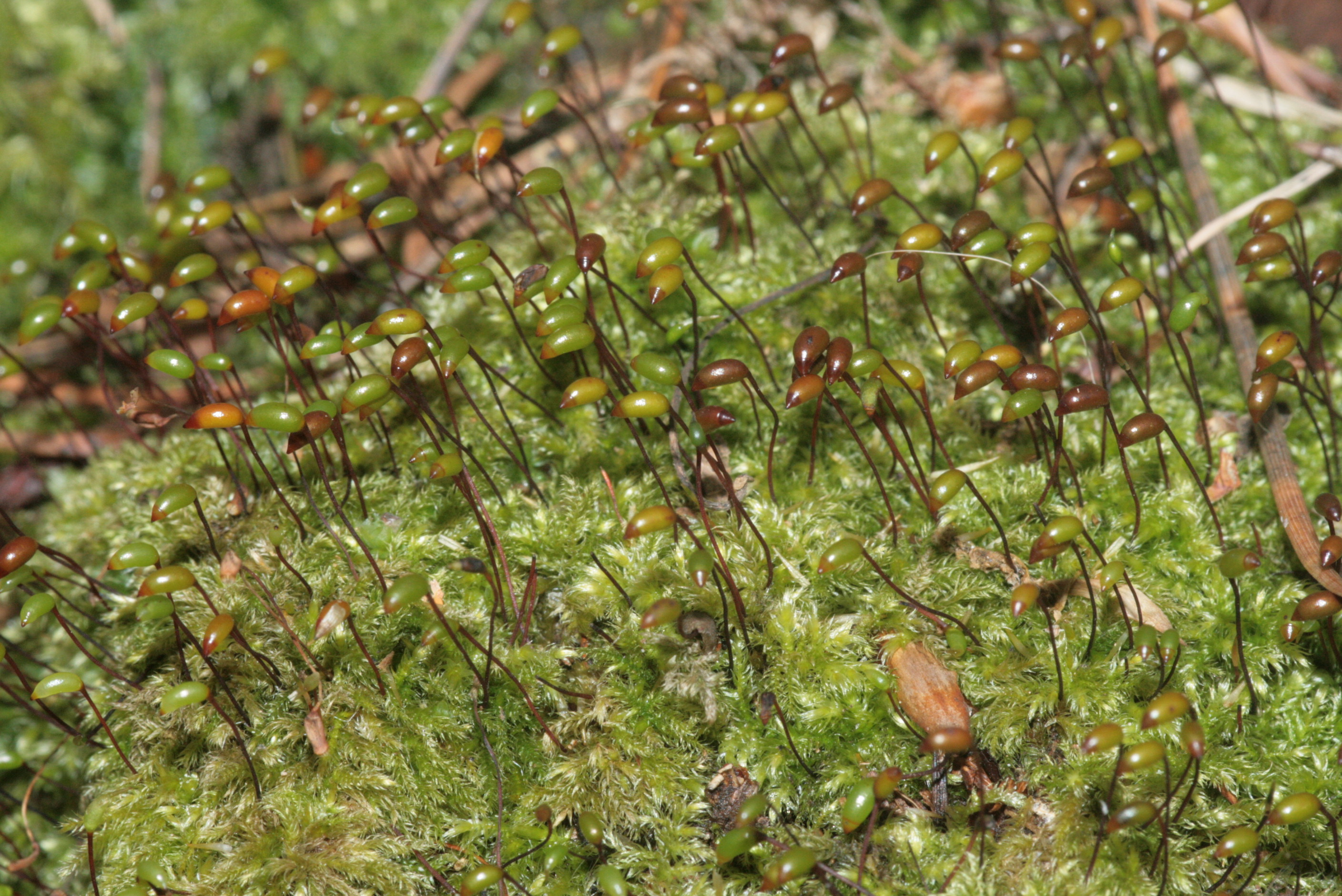
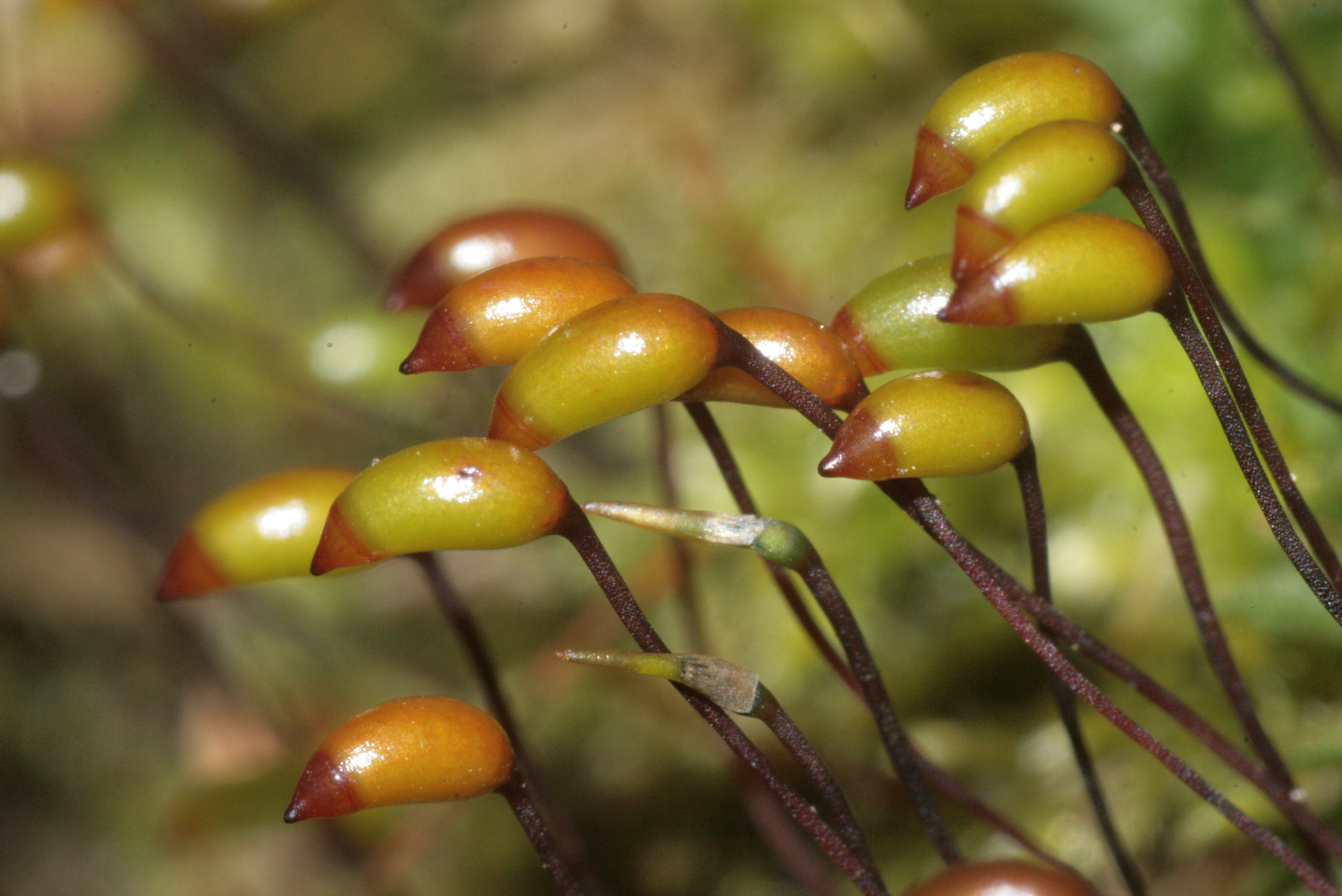
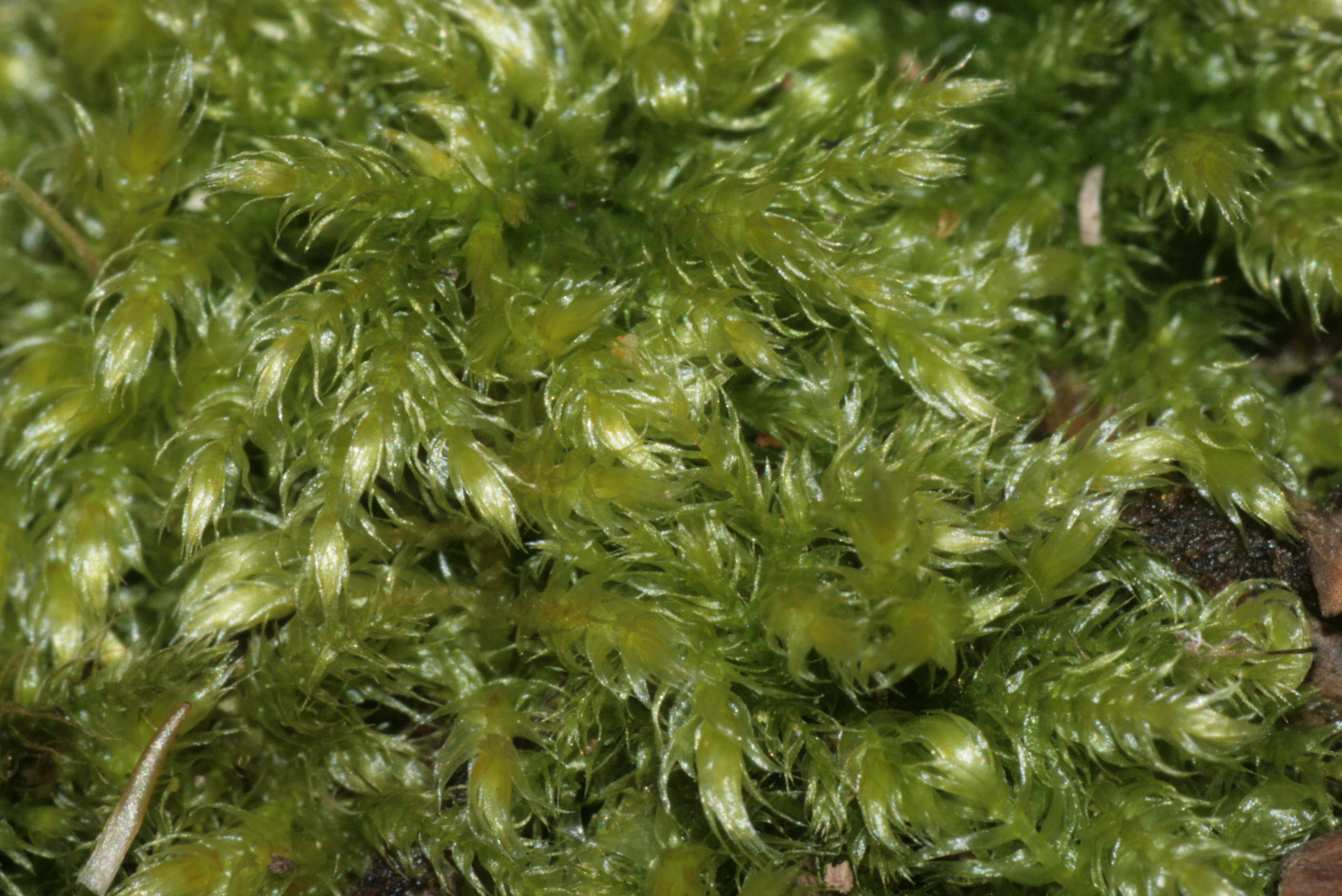